# جایزه انجمن ملی منتقدان فیلم برای بهترین بازیگر مرد

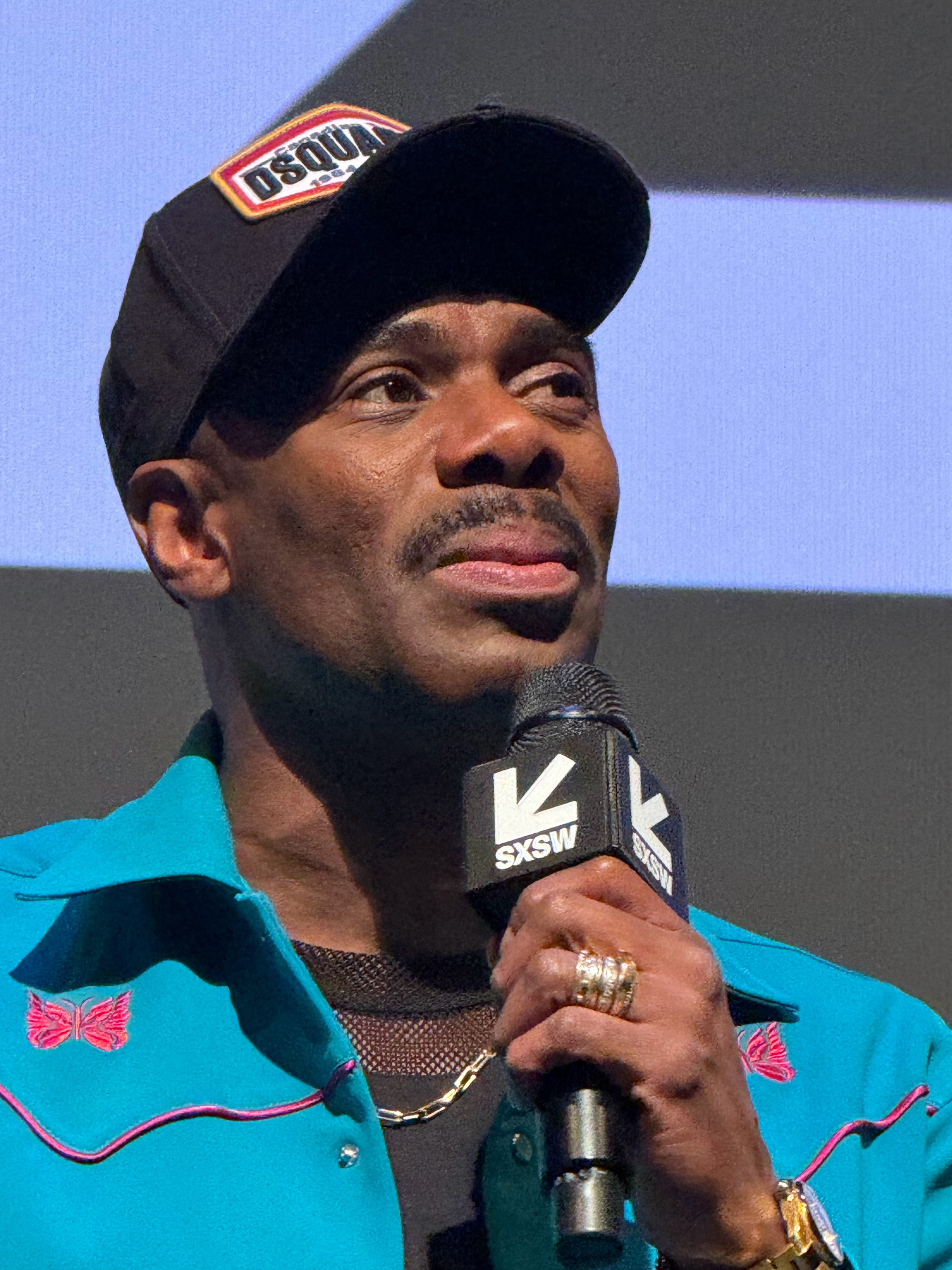
کولمن دومینگو

جایزه جامعه ملی منتقدان فیلم برای بهترین بازیگر مرد (به انگلیسی: National Society of Film Critics Award for Best Actor) یک جایزه سالانه است که توسط انجمن ملی منتقدان فیلم برای قدردانی از بهترین بازیگر نقش اول مرد سال اهدا می‌شود.

## برندگان
- † = برندهٔ جایزه اسکار بهترین بازیگر نقش اول مرد
- ‡ = نامزدی در جایزه اسکار بهترین بازیگر نقش اول مرد
- ¥ = برندهٔ جایزه اسکار بهترین بازیگر نقش مکمل مرد
- § = نامزدی در جایزه اسکار بهترین بازیگر نقش مکمل مرد

### دهه ۱۹۶۰
| سال  | برنده(ها)   | فیلم         | نقش                    |
| ---- | ----------- | ------------ | ---------------------- |
| ۱۹۶۶ | مایکل کین   | الفی         | آلفرد «الفی» الکینز ‡  |
| ۱۹۶۷ | راد استایگر | در گرمای شب  | رئیس پلیس بیل گیلسپی † |
| ۱۹۶۸ | پر اسکارشون | گرسنگی       | پونتوس                 |
| ۱۹۶۹ | جان ویت     | کابوی نیمه‌شب | جو باک ‡               |

### دهه ۱۹۷۰
| سال  | برنده(ها)     | فیلم                 | نقش                                        |
| ---- | ------------- | -------------------- | ------------------------------------------ |
| ۱۹۷۰ | جرج سی. اسکات | پاتن                 | جرج پتن †                                  |
| ۱۹۷۱ | پیتر فینچ     | یکشنبه خونین یکشنبه  | دنیل هرش ‡                                 |
| ۱۹۷۲ | آل پاچینو     | پدرخوانده            | مایکل کورلئونه §                           |
| ۱۹۷۳ | مارلون براندو | آخرین تانگو در پاریس | پل ‡                                       |
| ۱۹۷۴ | جک نیکلسون    | محله چینی‌ها          | جی.جی. «جیک» گیتس ‡                        |
| ۱۹۷۴ | جک نیکلسون    | آخرین مأموریت        | متصدی علائم کلاس یکم بیلی «بَداَس» باداسکی ‡ |
| ۱۹۷۵ | جک نیکلسون    | دیوانه از قفس پرید   | رندال مک‌مورفی †                            |
| ۱۹۷۶ | رابرت دنیرو   | راننده تاکسی         | تراویس بیکل ‡                              |
| ۱۹۷۷ | آرت کارنی     | نمایش دیرهنگام       | آیرا ولس                                   |
| ۱۹۷۸ | گری بیوسی     | داستان بادی هولی     | بادی هالی ‡                                |
| ۱۹۷۹ | داستین هافمن  | آگاتا                | والی استنتون                               |
| ۱۹۷۹ | داستین هافمن  | کریمر علیه کریمر     | تد کریمر †                                 |

### دهه ۱۹۸۰
| سال  | برنده(ها)     | فیلم               | نقش                           |
| ---- | ------------- | ------------------ | ----------------------------- |
| ۱۹۸۰ | پیتر اوتول    | بدل‌کار             | الی کراس ‡                    |
| ۱۹۸۱ | برت لنکستر    | آتلانتیک سیتی      | لو پاسکال ‡                   |
| ۱۹۸۲ | داستین هافمن  | توتسی              | مایکل دورسی / دوروثی مایکلز ‡ |
| ۱۹۸۳ | ژرار دوپاردیو | دانتون             | ژرژ دانتون                    |
| ۱۹۸۳ | ژرار دوپاردیو | بازگشت مارتین گر   | آرنود دِ تیل                   |
| ۱۹۸۴ | استیو مارتین  | همه من             | راجر کاب                      |
| ۱۹۸۵ | جک نیکلسون    | شرف خانواده پریتزی | چارلی پارتانا ‡               |
| ۱۹۸۶ | باب هاسکینز   | مونا لیزا          | جرج ‡                         |
| ۱۹۸۷ | استیو مارتین  | رکسان              | چارلی «سی.دی.» بیلز           |
| ۱۹۸۸ | مایکل کیتون   | بیتل‌جوس            | بیتل‌جوس                       |
| ۱۹۸۸ | مایکل کیتون   | پاک و هوشیار       | دارل پوینتر                   |
| ۱۹۸۹ | دنیل دی-لوئیس | پای چپ من          | کریستی براون †                |

### دهه ۱۹۹۰
| سال  | برنده(ها)    | فیلم                 | نقش                                |
| ---- | ------------ | -------------------- | ---------------------------------- |
| ۱۹۹۰ | جرمی آیرونز  | برگشتن بخت           | کلاوس فون بولو †                   |
| ۱۹۹۱ | ریور فینیکس  | آیداهوی اختصاصی خودم | مایکی واترز                        |
| ۱۹۹۲ | استیون ری    | بازی گریه            | فرگوس ‡                            |
| ۱۹۹۳ | دیوید تیولیس | برهنه                | جانی                               |
| ۱۹۹۴ | پل نیومن     | هیچ‌کس احمق نیست      | دونالد «سالی» سالیوان ‡            |
| ۱۹۹۵ | نیکلاس کیج   | ترک لاس وگاس         | بن ساندرسون †                      |
| ۱۹۹۶ | ادی مورفی    | پروفسور دیوانه       | شرمن کلامپ / بادی لاو              |
| ۱۹۹۷ | رابرت دووال  | حواری                | ایولس «سانی» دیوی / حواری ای.اف. ‡ |
| ۱۹۹۸ | نیک نولتی    | رنج                  | وید وایت‌هاوس ‡                     |
| ۱۹۹۹ | راسل کرو     | نفوذی                | جفری ویگاند ‡                      |

### دهه ۲۰۰۰
| سال  | برنده(ها)         | فیلم                  | نقش                       |
| ---- | ----------------- | --------------------- | ------------------------- |
| ۲۰۰۰ | خاویر باردم       | پیش از آغاز شب        | رینالدو آرناس ‡           |
| ۲۰۰۱ | جین هکمن          | خانواده اشرافی تننبام | رویال تننباوم             |
| ۲۰۰۲ | آدرین برودی       | پیانیست               | ولادیسلاو اشپیلمان †      |
| ۲۰۰۳ | بیل مری           | گمشده در ترجمه        | باب هریس ‡                |
| ۲۰۰۴ | جیمی فاکس         | وثیقه                 | مکس دیوروچر               |
| ۲۰۰۴ | جیمی فاکس         | ری                    | ری چارلز †                |
| ۲۰۰۵ | فیلیپ سیمور هافمن | کاپوتی                | ترومن کاپوتی †            |
| ۲۰۰۶ | فارست ویتاکر      | آخرین پادشاه اسکاتلند | عیدی امین †               |
| ۲۰۰۷ | دنیل دی-لوئیس     | خون به پا خواهد شد    | دنیل پلین‌ویو †            |
| ۲۰۰۸ | شان پن            | میلک                  | هاروی میلک †              |
| ۲۰۰۹ | جرمی رنر          | مهلکه                 | گروهبان یکم ویلیام جیمز ‡ |

### دهه ۲۰۱۰
| سال  | برنده(ها)       | فیلم              | نقش              |
| ---- | --------------- | ----------------- | ---------------- |
| ۲۰۱۰ | جسی آیزنبرگ     | شبکه اجتماعی      | مارک زاکربرگ ‡   |
| ۲۰۱۱ | برد پیت         | مانیبال           | بیلی بین ‡       |
| ۲۰۱۱ | برد پیت         | درخت زندگی (فیلم) | آقای اوبراین     |
| ۲۰۱۲ | دنیل دی-لوئیس   | لینکلن            | آبراهام لینکلن † |
| ۲۰۱۳ | اسکار آیزاک     | درون لوین دیویس   | کلوین دیویس      |
| ۲۰۱۴ | تیموتی اسپال    | آقای ترنر         | ویلیام ترنر      |
| ۲۰۱۵ | مایکل بی. جردن  | کرید              | آدونیس کرید      |
| ۲۰۱۶ | کیسی افلک       | منچستر بای د سی   | لی چندلر †       |
| ۲۰۱۷ | دنیل کالویا     | برو بیرون         | کریس واشینگتن ‡  |
| ۲۰۱۸ | ایثن هاک        | نخستین اصلاح‌شده   | کشیش ارنست تالر  |
| ۲۰۱۹ | آنتونیو باندراس | درد و شکوه        | سالوادور مالو ‡  |

### دهه ۲۰۲۰
| سال  | برنده(ها)   | فیلم    | نقش |
| ---- | ----------- | ------- | --- |
| ۲۰۲۰ | دلروی لیندو | ۵ هم‌خون | پل  |

## برندگان چندین جایزه
۳ جایزه
- دنیل دی-لوئیس (۲۰۱۲ ،۲۰۰۷ ،۱۹۸۹)
- جک نیکلسون (۱۹۸۵ ،۱۹۷۵ ،۱۹۷۴)

۲ جایزه
- داستین هافمن (۱۹۸۲ ،۱۹۷۹)
- استیو مارتین (۱۹۸۷ ،۱۹۸۴)